# Stephen Spach
(en) Statistiques sur pro-football-reference
Stephen Joseph Spach (né le 18 juillet 1982 à Fresno) est un joueur américain de football américain.

## Enfance
Spach fait ses études à la Clovis High School de Clovis où il joue au football américain et basket-ball. Lors de sa dernière année au lycée, son équipe parvient à gagner douze matchs sur les treize de la saison.

## Carrière

### Université
Il entre à l'université d'État de Fresno où il joue pour l'équipe de football américain des Bulldogs. En 2000, il joue ses premiers matchs et marque son premier touchdown en NCAA. Après une bonne saison 2002 où il marque trois touchdowns, il joue neuf matchs, recevant treize passes sur la saison. Sa dernière année à l'université ne le voit jouer que quatre matchs.

### Professionnel
Stephen Spach n'est sélectionné par aucune équipe lors du draft de la NFL de 2005. Peu de temps après, il signe comme agent libre non-drafté avec les Eagles de Philadelphie où il joue treize matchs en 2005 dont un comme titulaire, recevant sept passes. Après cette saison, il est libéré par Philadelphie et fait une saison 2006 sans équipe.
En 2007, les Vikings du Minnesota font signer Spach, jouant le camp d'entrainement de l'équipe mais n'est pas gardé dans l'effectif pour l'ouverture de la saison. Il signe un peu plus tard avec les Patriots de la Nouvelle-Angleterre avec qui il entre au cours de trois matchs mais ne fait aucun fait de jeu. La saison suivante, il joue deux matchs avant de partir pour les Cardinals de l'Arizona et de jouer onze matchs dont six comme titulaire dans cette saison 2008. En 2009, il ne joue pas beaucoup mais il est nommé titulaire lors de la saison 2010 à onze reprises et joue quinze matchs mais ne parvient pas à débloquer son compteur de touchdown.
Le 5 septembre 2011, il signe un contrat, le liant aux Rams de Saint-Louis. Lors de cette saison, Spach joue surtout comme tight end remplaçant, entrant au cours de dix matchs, ainsi que comme fullback occasionnel. Résilié après la saison 2011, il signe le 12 septembre 2012 avec les Jaguars de Jacksonville. Cependant, il n'a le temps de jouer qu'un seul match, étant libéré le 19 septembre, soit neuf jours après son arrivée dans l'équipe.

## Palmarès
- Nommé en 2002 et 2003 dans l'équipe de la saison pour la conférence WAC.